# Гонсалвес, Матеус
Мате́ус Гонса́лвес Ма́ртинс (порт.-браз. Matheus Gonçalves Martins; родился 18 августа 2005, Рио-де-Жанейро) — бразильский футболист,  полузащитник клуба «Фламенго».

## Клубная карьера
Воспитанник футбольной академии клуба «Фламенго», за который выступал с 12 лет. В августе 2021 года подписал свой первый профессиональный контракт.
23 октября 2022 года дебютировал в основном составе «Фламенго», выйдя на замену в матче бразильской Серии A против клуба «Америка Минейро».